# Comuna Valgjärve
Valgjärve este o comună (vald) din Comitatul Põlva, Estonia. Comuna cuprinde 16 sate. Reședința comunei este satul Saverna.